# Jacobikirche (Lippstadt)

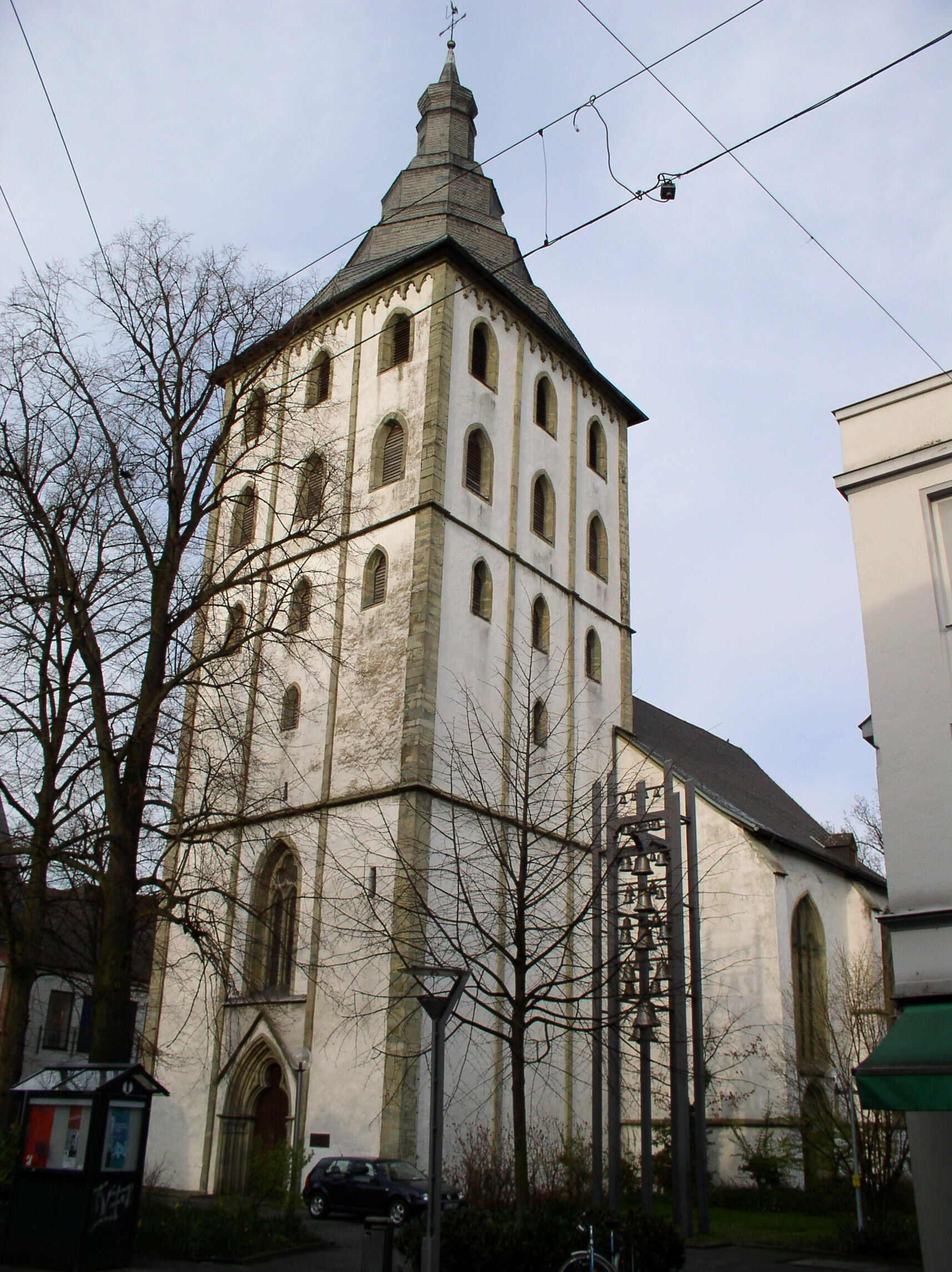
Jakobikirche

Die evangelische Jakobikirche ist ein denkmalgeschütztes Kirchengebäude in Lippstadt im Kreis Soest (Nordrhein-Westfalen).

## Geschichte und Architektur
Die weitgehend unverändert erhaltene Kirche steht im Gebiet der Stadterweiterung des frühen 13. Jahrhunderts und wurde wohl ab 1250 errichtet. Eine urkundliche Erwähnung des vermutlich früher vollendeten Baus ist 1295 erfolgt. Es handelt sich um eine dreischiffige gotische Hallenkirche ohne Querschiff mit mächtigem vorgestellten Westturm. Das kurze Langhaus von nur zwei Jochen mündet im Osten in drei Apsiden mit 5/8-Schluss. Bei der mittleren Apsis, dem Hauptchor, ist ein sehr kurzes querrechteckiges Chorgeviert oder Sanktuarium vorgeschaltet. Die beiden Freipfeiler sind rund und haben jeweils acht Dienste, wobei die schmalen jungen Dienste in größerer Höhe enden. Eine weitere Besonderheit der Jakobikirche sind die Blendarkaden von nördlicher Apsis und Chorgeviert mit sehenswerter Skulptur, insbesondere naturnahem Laubwerk. Dessen Blätter scheinen auf Ornamentik in und an dem gotischen Langhaus des Mindener Domes zurückzugehen. Der Außenbau ist verputzt und durch an den Chören meist zweibahnige und sonst dreibahnige Maßwerkfenster sowie durch schlichte Strebepfeiler gegliedert.
Der Bau der Kirche begann mit dem niedrigeren Chor an der Nordseite. Danach wurden Haupt- und südlicher Nebenchor in der endgültigen Höhe errichtet, anschließend und in gleicher Breite und Höhe das Langhaus und zuletzt der Turm. Dessen Helm, eine „welsche Haube“, ist von 1755 und ähnelt auch darin dem der Großen Marienkirche am Lippstädter Markt.
An der Nordwand des Hauptchores findet sich eine spätgotische Sakramentsnische mit aufwendiger Rahmung. Die Kanzel mit der gemalten Darstellung von Evangelisten und Salvator ist eine Arbeit wohl des 17. Jahrhunderts. Die Wappentafel der Familien Rose und von Rosskampff im Südchor wurde um 1700 geschnitzt, die schmiedeeiserne Turmuhr im 18. Jahrhundert eingebaut.
Das vierstimmige Bronzegeläut entstammt der Glockengießerei Junker in Brilon und erklingt in des′ – f′ – as′ – b′.

## Veranstaltungszentrum
Die Jakobikirche Lippstadt ist nach ausgiebiger Restaurierung seit dem Herbst 2007 auch ein multifunktionales Veranstaltungszentrum.
Als Kulturraum für Wort, Klang und Bild finden hier neben den regelmäßigen Gottesdiensten Ausstellungen, Vorträge und Kammerkonzerte statt.